# Leopoldamys siporanus
Leopoldamys siporanus är en däggdjursart som först beskrevs av Thomas 1895.  Leopoldamys siporanus ingår i släktet Leopoldamys och familjen råttdjur. Inga underarter finns listade.
Råttdjuret förekommer endemiskt på Mentawaiöarna som ligger söder om Sumatra. Habitatet utgörs av tropiska regnskogar med höga träd.
Leopoldamys siporanus blir 17,8 till 28,7 cm lång (huvud och bål) och har en 22,0 till 33,5 cm lång svans. Bakfötterna är 4,2 till 5,3 cm långa och öronen är 2,4 till 2,8 cm stora. Viktuppgifter saknas. Kroppen är täckt av styv päls med flera glest fördelade längre taggar. Pälsfärgen på ovansidan är svartbrun och några hår är vita vid roten samt helt svarta utöver. De nästan helt svarta håren hittas oftare på bakdelen och därför är denna kroppsdel mörkast. Även huvudet är mörkare än bålen. Det finns en tydlig gräns mot den vita undersidan. Bröstet har ibland några gråa fläckar och en längsgående grå stimma sträcker sig över bröstets centrum. Denna gnagare har mycket långa morrhår nakna avrundade öron. Även svansen är uppdelad i en svartbrun ovansida och en vit eller fläckig undersida. Honan har ett par spenar på bröstet, ett par kort bakom och två par vid ljumsken.
Individerna letar på natten efter föda. Antagligen klättrar de främst i träd.
I utbredningsområdet pågick intensivt skogsbruk och flera skogar omvandlades till odlingsmark. Kanske kan arten leva i fruktträdodlingar. I utbredningsområdet inrättades Siberut nationalpark men det är oklart hur många exemplar som lever där. IUCN kategoriserar arten globalt som sårbar (VU).